# آدریانا آدام
آدریانا آدام (رومانیایی: Adriana Adam؛ زادهٔ ۱۱ آوریل ۱۹۹۹) قایقران روئینگ زن اهل رومانی است.
وی در مسابقات کشوری و بین‌المللی در مجموع برندهٔ ۷ مدال طلا، ۲ مدال نقره شده است.